# Menpenti
Menpenti est un quartier du 10e arrondissement de Marseille. 
Le provençal m'en pènti, ou m'enpenti, 1e personne du singulier du verbe provençal s'empenti, ou se penti (se repentir), signifie : « je m'en repens ». Le nom viendrait de la devise inscrite au fronton d'une bastide auparavant célèbre dans cet espace autrefois rural et aujourd'hui disparue : Marchi toujou, e jamai m'en penti (Je marche toujours et jamais je ne m'en repens).
Le Parc du 26e centenaire de Marseille fait partie du quartier de Menpenti.